# Jan Kanty Potocki
Jan Kanty Potocki herbu Złota Pilawa (1693–1744) – kasztelan bracławski, starosta smotrycki.

## Rodzina
Pochodził z rodziny magnackiej pieczętującej się Złotą Pilawą. Urodził się jako syn Józefa Stanisława Potockiego (zm. 1722), rotmistrza pancernego, kasztelana kamińskiego i kijowskiego i jego drugiej żony Eleonory Rey z Nagłowic (zm. po 1717). Brat Michała Franciszka (ur. po 1693, zm. po 1753), starosty trembowelskiego i czehryńskiego.
Pierwszą żoną została Konstancja Sobieska (ur. 1700 w Haliczu) herbu Janina, chorążanka halicka, która urodziła mu dwie córki i syna: Alojza Potocka ur. 1721, została ksenią Benedyktynek we Lwowie, Anna Potocka (ur. 1723 w Bracławiu), została późniejszą żona Antoniego Tarły (zm. 1759), kasztelana lubaczowskiego, a następnie Franciszka Jakuba Szembka (zm. 1765), wojewody inflanckiego. Jedyny syn Konstancji i Jana Kantego Potockiego: Joachim Karol Potocki (1725–1796), pełnił urząd podczaszego wielkiego litewskiego. Druga żona Zofia Branicka (1700–1730) była kasztelanką halicką, nie pozostawiła potomstwa. Trzecia żona, Konstancja Daniłowicz (1707–1792), starosianka parczewska, poślubiona 1729 urodziła: Teodora, wojewodę bełskiego; Mariannę (ur. 1732), która poślubiła Szembka, Barbarę (ur. 1735) i Zofię (ur. 1737).

## Kariera
Był też starostą smotryckim. Służąc w wojsku, pełnił obowiązki rotmistrza pancernego. 25 maja 1729 został mianowany kasztelanem bracławskim po śmierci Karola Oborskiego.